# Bernhard Bessel

Bernhard Bessel

Bernhard Abraham Bessel (* 10. April 1814 in Bielefeld; † 12. November 1868 in Wiedenbrück) war ein ostwestfälischer Landrat und Mitglied des Konstituierenden Reichstags des Norddeutschen Bundes.

## Leben
Bernhard Bessel legte 1832 das Abitur am Gymnasium Bielefeld ab und studierte Rechtswissenschaft in Heidelberg und Halle. 1833 wurde er Mitglied des Corps Guestphalia Heidelberg. Anschließend war er Auscultator, Referendar und Assessor beim Oberlandesgericht Paderborn. Von 1848 bis 1868, davon bis 1851 kommissarisch, war er Landrat des Kreises Wiedenbrück.
1867 war Bernhard Bessel Mitglied des Konstituierenden Reichstags des Norddeutschen Bundes für den Wahlkreis Minden 3 (Bielefeld, Wiedenbrück) und die Konservative Partei.